# ویونگهان
ویونگهان، ویونجهاد، ویونجهان، ویونکهیار، ویجهان(به اوستایی: vivahvant) نام شخصیتی اساطیری در مزدیسناست که پدر جمشید (ییمه) است .ویونگهان نخستین کسی است که گیاه مقدس هوم را می فشرد و در نتیجه طبق سنت صاحب فرزندی گرانمایه گردید.نام ویونگهان در اوستا و در هوم یشت آمده است.
بنا به نظر قدامه ویونگهان پسر هوشنگ و پدر فریدون است

## منبع
1. ↑  نمونه‌های نخستین انسان و نخستین شهریار در تاریخ افسانه‌ای اران. به کوشش آرتور کریستین سن.
2. ↑  جم (جمشید) در تارنمای انجمن موبدان[پیوند مرده]
3. ↑  نمونه‌های نخستین انسان و نخستین شهریار در تاریخ افسانه‌ای ایران. به کوشش آرتور کریستین سن. ص. ۴۳۱.